# Élections générales honduriennes de 2005
Les élections générales honduriennes de 2005 se déroulent au Honduras, le 27 novembre 2005. Elles permettent d'élire les titulaires des charges suivantes :
- le président du Honduras ;
- les 128 sièges du Congrès ;
- les 298 Ayuntamientos ;
- 20 sièges au Parlacen.

Le candidat du Parti libéral, Manuel Zelaya, est élu président de la République avec 49,90 % des voix. 

## Forces en présence
Cinq partis présentent un candidat au poste de président, soit Manuel Zelaya du Parti libéral, Porfirio Lobo Sosa du Parti national, Juan Ángel Almendarez de l'Unification démocratique, Carlos Sosa Coello du Parti Innovation et Unité et Juan Ramón Martínez du Parti démocrate-chrétien du Honduras.
Fidèle à sa tradition bipartite, la campagne est disputée entre le candidat du Parti libéral, Manuel Zelaya, et le candidat du Parti national, Porfirio Lobo Sosa, ce dernier étant donné comme favori. 

## Résultats
Le candidat du Parti libéral, Manuel Zelaya, est finalement élu président de la République avec 49,90 % des voix, contre 46,17 % des voix pour Lobo Sosa, qui ne reconnaît les élections que 10 jours plus tard, et ce, après avoir accusé les autorités électorales honduriennes de fraude. 
| Candidats                | Candidats                | Partis                               | Voix      | %     |
| ------------------------ | ------------------------ | ------------------------------------ | --------- | ----- |
|                          | Manuel Zelaya            | Parti libéral du Honduras            | 999 006   | 49,90 |
|                          | Porfirio Lobo            | Parti national du Honduras           | 925 243   | 46,22 |
|                          | Juan Armendares          | Unification démocratique             | 29 754    | 1,49  |
|                          | Juan Ramón Martinez      | Parti démocrate-chrétien du Honduras | 27 812    | 1,39  |
|                          | Carlos Sosa              | Parti Innovation et Unité            | 20 093    | 1,00  |
|                          |                          |                                      |           |       |
| Votes valides            | Votes valides            | Votes valides                        | 2 001 908 | 91,39 |
| Votes blancs             | Votes blancs             | Votes blancs                         | 55 139    | 2,52  |
| Votes nuls               | Votes nuls               | Votes nuls                           | 133 351   | 6,09  |
| Total                    | Total                    | Total                                | 2 190 398 | 100   |
| Abstention               | Abstention               | Abstention                           | 1 786 152 | 44,92 |
| Inscrits / participation | Inscrits / participation | Inscrits / participation             | 3 976 550 | 55,08 |